# Brig (Vižinada)
 Brig  (olaszul:  Monteritossa ) falu Horvátországban, Isztria megyében. Közigazgatásilag Vižinadához tartozik.

## Fekvése
Az Isztria középső részén, Pazintól 15 km-re északnyugatra, községközpontjától 4 km-re délkeletre fekszik.

## Története
A településnek 1857-ben 612, 1910-ben 235 lakosa volt. Az első világháború után a rapallói szerződés értelmében Isztria az Olasz Királysághoz került. A második világháború után Jugoszlávia része lett. A település Jugoszlávia felbomlása után 1991-ben a független Horvátország része lett. 2011-ben a falunak 115 lakosa volt. Lakói főként mezőgazdasággal (szőlő-, zöldség- és gyümölcstermesztés) foglalkoznak.

## Nevezetességei
- Szent Vitális vértanú tiszteletére szentelt plébániatemploma 1893 és 1894 között épült. 30 méter magas harangtornyában négy harang található. Főoltára a Golgotát, két mellékoltára a gyermekét karján tartó Szűzanyát és Szent Lúciát ábrázolja. A szószéken Szent Anna és a gyermek Mária szobra látható.
- A temetőkápolna ugyancsak Szent Vitális nevét viseli. Homlokzata feletti nyitott kétfülkés harangtornyában két harang található.

## Lakosság
| Lakosság változása | Lakosság változása | Lakosság változása | Lakosság változása | Lakosság változása | Lakosság változása | Lakosság változása | Lakosság változása | Lakosság változása | Lakosság változása | Lakosság változása | Lakosság változása | Lakosság változása | Lakosság változása | Lakosság változása | Lakosság változása |
| ------------------ | ------------------ | ------------------ | ------------------ | ------------------ | ------------------ | ------------------ | ------------------ | ------------------ | ------------------ | ------------------ | ------------------ | ------------------ | ------------------ | ------------------ | ------------------ |
| 1857               | 1869               | 1880               | 1890               | 1900               | 1910               | 1921               | 1931               | 1948               | 1953               | 1961               | 1971               | 1981               | 1991               | 2001               | 2011               |
| 612                | 675                | 142                | 252                | 243                | 235                | 1062               | 1142               | 218                | 212                | 188                | 165                | 122                | 116                | 112                | 115                |